# Eduardo Coelho
José Eduardo Coelho (Coímbra, 23 de abril de 1835 — Coímbra, 14 de mayo de 1889) fue un tipógrafo y periodista portugués. 
Huérfano de padre desde los trece años, fue mandado por su madre a Lisboa donde trabajó en el comercio. Después de aprender el oficio de tipógrado ingresó en la Imprensa Nacional en 1857. 
En diciembre de 1864, con Thomaz Quintino Antunes, fundó el periódico Diário de Notícias, del cual fue director hasta su muerte. Era amigo íntimo de Eça de Queirós, que fue un importante colaborador en los primeros años del diario.

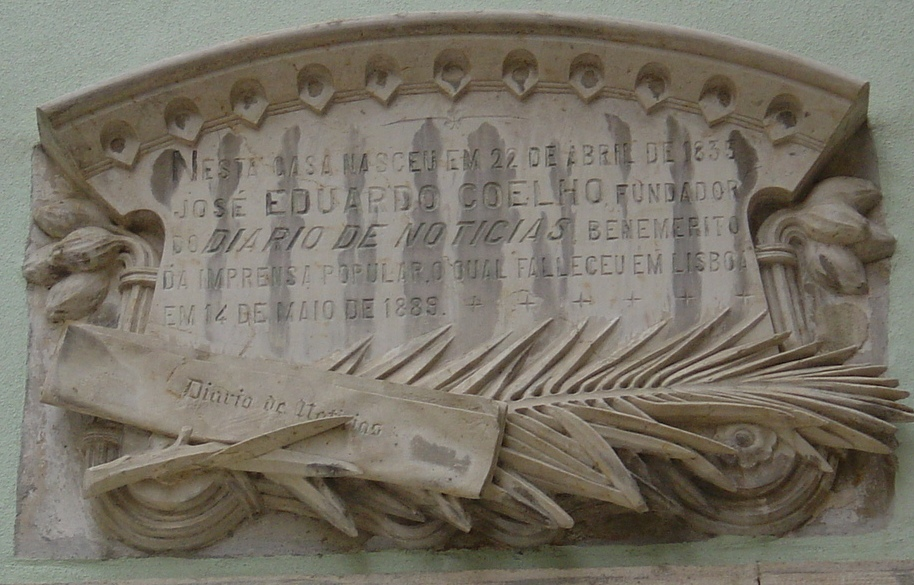
Placa conmemorativa colocada en la casa, en Coímbra, donde Eduardo Coelho nació.

## Obras
- O Livrinho dos Caixeiros (1852)
- Primeiros Versos (1861)
- Opressão e Liberdade (1871)
- Portugal Cativo (1884)